# Teodoro Schmidt
Teodoro Schmidt ist ein Dorf in Süd-Chile in der Provinz Cautín. Es hat 15.045 Einwohner und liegt 72 Kilometer südwestlich von Temuco an der S60. Nachbargemeinden sind Barros Arana und Hualpin.

## Geschichte
Die Gemeinde wurde am 12. Januar 1981 gegründet. Der Name des Dorfes kommt von Teodoro Schmidt Quezada, einem Ingenieur deutscher Herkunft, der 1936 die Eisenbahnstrecke geplant hatte. Die Strecke wurde im Jahr 1952 fertiggestellt.
Koordinaten: 39° 0′ S, 73° 5′ W